# Wes Carr
Wesley Carr (né le 14 septembre 1982) est un chanteur et compositeur australien connu en tant que gagnant de l'émission Australian Idol en 2008. Né à Adélaïde, Australie-Méridionale, Carr déménagea à Bondi lorsqu'il était âgé de 15 ans. Avant d'auditionner pour Australian Idol, Carr performait et donnait des prestations locales de façon régulière à Sydney, incluant son rôle de front dans le groupe Tambalane avec le batteur du groupe Silverchair, Ben Gillies.
Le 23 novembre 2008, Carr devint le 6e gagnant de la populaire émission de télévision australienne Australian Idol.

## Le Pré-Australian Idol
Avant d'entrer à Australian Idol, Wes Carr collabora avec de nombreux musiciens. En 2005, il se joignit au batteur de Silverchair, Ben Gillies, avec lequel il forma le groupe Tambalane. Leur album éponyme et les singles "Little Miss Liar" et "Free" eurent du succès sur Triple J et le Australian Independent Music Charts. En raison d'une combinaison de facteurs incluant le manque de financement, Tambalane se brisa après avoir terminé leur tournée à la fin de 2005.
En mai 2006, Wes quitta pour aller travailler avec CJ Vanston à Los Angeles où ils coécrivirent une chanson intitulée Say My Name, qui apparut dans le film For Your Consideration de Christopher Guest en 2006. Il a travaillé avec les professionnels Jeff Baxter de Steely Dan et des The Doobie Brothers, ainsi que Mac Davis.
En 2006, Wes enregistra son EP Rythm To Fly duquel deux chansons - la chanson titre Rythm To Fly et I Will Lie - sont jouées dans le populaire soap australien de longue date Neighbours.
Durant l'année 2007, Wes fit paraître les chansons de son album enregistré indépendamment, Simple Sum, qui comprenaient en majorité des chansons qu'il avait écrit autour de l'âge de 15 ans au studio Electric Avenues à Sydney avec l'aide de Paul McKercher, Greg Royal, Gerard Masters et Mamish Stuart. Jim Moginie de Midnight Oil et Melanie Horsnell ont également fait leur apparition sur cet album. Wes collabora avec Missy Higgins, Andrew Farris (INXS), Paul Mac, Don Walker (Cold Chisel) et Abby Dobson (Leonardo's Bride).

## Australian Idol
Voici les chansons interprétées par Wes lors de sa participation à Australian Idol:
- Top 24 (aucun thème): "Times Like These" de Foo Fighters
- Top 12 (Les idoles des Idols): "Beautiful Day" de U2
- Top 11 (1980): "Dancing in the Dark" de Bruce Springsteen
- Top 10 (Chansons australiennes): "Friday on my Mind" de The Easybeats
- Top 9 (ABBA): "Fernando" de ABBA
- Top 8 (Rock 'n' roll): "Desire" de U2
- Top 7 (Motown): "If I Were a Carpenter" de The 4 Tops
- Top 6 (The Rolling Stones): "Jumpin' Jack Flash" de The Rolling Stones
- Top 5 (Michael Jackson, The Jackson 5: "Black or White" de Michael Jackson
- Top 4 (Chansons américaines): "When You Were Young" de The Killers et "What A Wonderful Day" de Louis Armstrong
- Top 3 (Choix des participants): "Easy" de Faith No More et "Get Back" de The Beatles
- Top 2 (Choix des participants et single): "White Noise" de The Living End et "You" par Wes Carr
- Grande finale (divers): "Can You Feel It" de The Jacksons, "Times Like These" de Foo Fighters, "Higher Ground" de Stevie Wonder, "Viva La Vida" de Coldplay, "Black or White" de Michael Jackson et "You" par Wes Carr